# Not the Actual Events
 (janvier 2025).
Si vous disposez d'ouvrages ou d'articles de référence ou si vous connaissez des sites web de qualité traitant du thème abordé ici, merci de compléter l'article en donnant les références utiles à sa vérifiabilité et en les liant à la section « Notes et références ».
Albums de Nine Inch Nails
Hesitation Marks Add Violence
Not the Actual Events est un EP du groupe de rock industriel Nine Inch Nails, publié en format numérique et physique, CD et vinyle. Il est sorti le 23 décembre 2016 sur le label de Trent Reznor, The Null Corporation. C'est la première fois qu'Atticus Ross apparaît en tant que membre officiel du groupe.
Il s'agit du premier EP d'une trilogie comprenant Add Violence paru en 2017 et Bad Witch en 2018.

## Liste des chansons
Toutes les chansons sont écrites et composées par Trent Reznor et Atticus Ross.
| No | Titre                          | Durée |
| -- | ------------------------------ | ----- |
| 1. | Branches/Bones                 | 1:47  |
| 2. | Dear World,                    | 4:07  |
| 3. | She's Gone Away                | 6:00  |
| 4. | The Idea of You                | 3:27  |
| 5. | Burning Bright (Field on Fire) | 5:50  |